# Carne di castrato

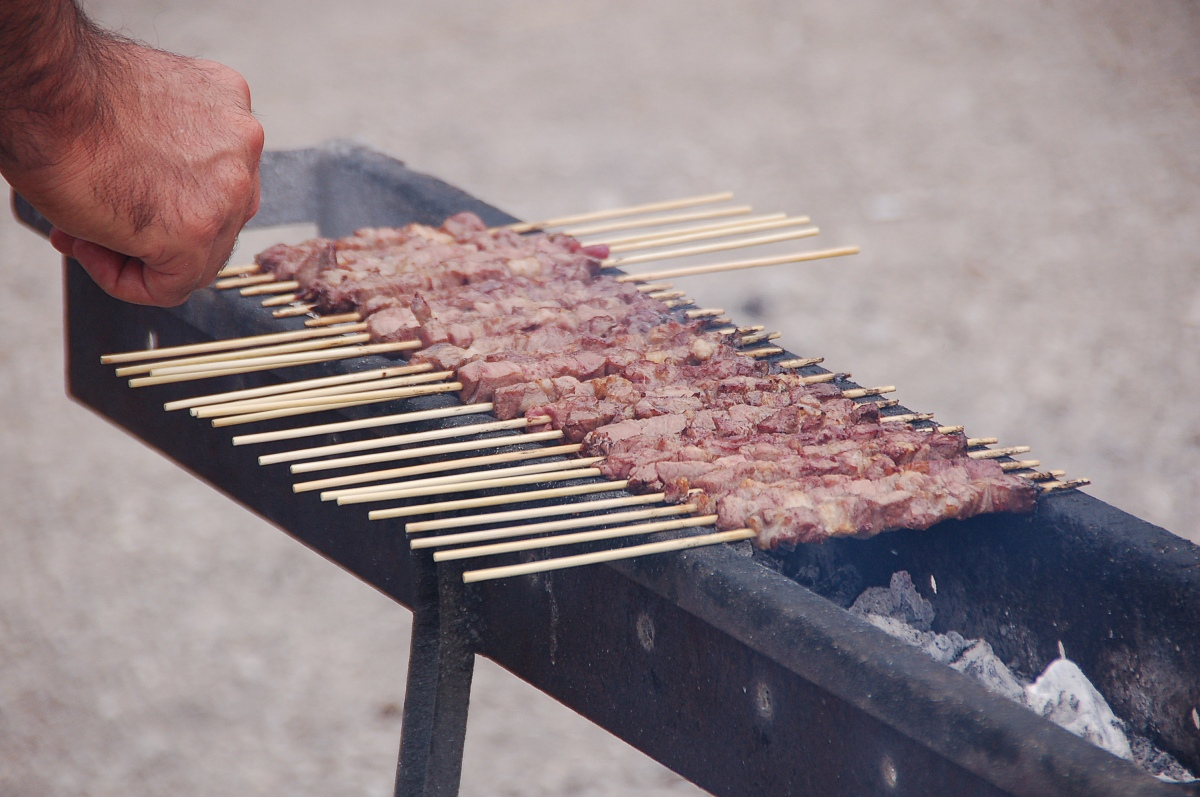
Arrosticini de carne di castrato.

En la gastronomía italiana, el castrato es un macho de cabra u oveja, generalmente mayor de seis meses y menor a dos años, que ha sido sometido a una castración. En el caso de una hembra, se entiende por castrata al animal que no ha dado a luz. El mismo término indica el corte de carne obtenido. En algunas áreas la castración se realiza precozmente, como en la producción del Castrato di agnello del centro de Italia. 
El castrato se sacrifica en primavera u otoño. El sabor de su carne es intensa y salada, además de un olor pronunciado. 
En la gastronomía de Abruzos, este tipo de carne se usa ampliamente para la preparación del arrosticini (rustell en dialecto abruzo), unas brochetas de carne de cordero cocinadas tradicionalmente a la parrilla. También para filetes de cordero asado (ji bisteccò de pechera en el dialecto). 
La carne di castrato también es muy popular en la gastronomía surtirolesa, donde generalmente se prepara guisada o en recetas típicas como el gröstl. 